# フィフティーカーニバル
フィフティーカーニバルは、サンミュージックプロダクションに所属していたお笑いコンビ。

## メンバー
- 五十嵐 翔（いがらし しょう、1986年2月21日 -）

茨城県出身
ツッコミ担当
身長171cm、血液型はA型。
小島よしおに「和式便所みたいな顔」と言われたことがある。
- 安川 亮介（やすかわ りょうすけ、1986年9月26日 -）

福岡県糟屋郡出身
ボケ担当
身長173cm、血液型はB型。
ブッチャーブラザーズのぶっちゃあ率いる野球チーム『ゲッツ』で、野球をやっている。
シンガーソングライターのYUIと中学時代、同級生である。

## 来歴・芸風
- 専門学校東京アナウンス学院お笑いタレント科（現・芸能バラエティ科）出身の2人により結成。
- 持ちネタの中には、五十嵐の顔がブ男であるが故に起きた実体験を基にしたショートコントがある。このコントでは、安川のネタ振りから入り、五十嵐がオチにブ男に有りがちな台詞を言う。安川はその外見を生かして、ホスト役を演じることもあった。その他、ブ男ネタ以外で様々なコントを演じることも多い。
- 『エンタの神様』では五十嵐の「ブ男は〜」の台詞の後、ブ男のあるあるネタを言った後でブリッジとして、二人で「ブ男、ブ男、ぶっちぎり」と歌い、ポーズをとっている。その後、ライブでもこのネタを行っていることがある。
- 安川には、アメリカ人のような格好をして「そんなんビックリ〜」というネタを連発するといった一人芸がある。なお、この芸は五十嵐だけが『ぐるぐるナインティナイン』の収録に行ったなどの事情で一人だけの出演となったライブ、R-1ぐらんぷりなどで披露していた。
- 『サンミュージックGETライブ』が、チケットがすぐ売切れるため「若手が見たいのに見られない」などの意見を汲んで、GETライブの前に行う『プレGETシアター』を安川が立ち上げ、2008年12月4日から毎月行っていた[1]。なお、ここでは最初フィフティーカーニバルがメインMCも務めていた[2]。自主的に行っていたこのライブであったが、2010年1月から事務所公認のライブとなり、『サンミュージックGETライブ』がそれまでの2日間から3日間の開催となってその1日目に行われる形となった。この時からGETライブと同じ、しもきた空間リバティで行われている。
- 2010年5月18日の『青二祭ライブ』（東京都渋谷区・東京ダンス&アクターズ専門学校）を最後に解散した[3]。その後、安川は同年7月にコンビ「ビーワンサン」を結成[4]、五十嵐は同年8月に元ザクマシンガンの石川勇樹とコンビ「フライングマン」を結成するが[5]、2012年に解散。
- 「ビーワンサン」は一度のライブに出たのみで解散し、安川はNSCに新たに通い直してよしもとクリエイティブ・エージェンシー所属の芸人になる事を目指していた。NSCでは漫才コンビ「テリヤキキャンディー」を結成、ボケを担当していた。安川はよしもと所属になるも間も無くして退社、後にかつて同じ事務所所属だった元あんぺあの安倍洋平と『ドラピンポン』を結成、所属もサンミュージックに預かり所属となり、古巣に戻る形となったが、2015年に解散。
- 安川は芸人引退後、投資用ワンルーム会社や大手不動産仲介会社に勤務した後に、地元福岡に帰り博多区で不動産会社「RE/MAX Revo」を経営する[6]。

## 出演
- ビバビバパラダイス（ミヤギテレビ 他5局ネット）
- 爆笑オンエアバトル（NHK総合）戦績0勝2敗 最高381KB
- エンタの神様（日本テレビ系） - キャッチコピーは「ブッチぎりのBu男」
- ぐるぐるナインティナイン（日本テレビ） - 『おもしろ荘へいらっしゃい』コーナーで、五十嵐のみ『小島よしお&ブーメランズ』のメンバーとして、ブーメランパンツをはいて小島よしおと共演
- エンタの神様もう一度みたい傑作ネタ＆新ネタ大大大連発!!SP（日本テレビ）特別枠に出演。
- 7万人探偵ニトベ（BS朝日）- episode 3「ダンディ坂野殺人事件」（2009年5月8日）
- 爆笑トライアウト（NHK総合、2009年5月29日）
  - 会場審査では8位（257TP）、視聴者投票では9位（410票）。
- 超サンミュージック（GyaOジョッキー）
- まんてん温泉（あっ!とおどろく放送局） - 2009年11月27日から、毎月第4金曜日放送。フィフティーカーニバルはメインMC（番頭）。